# Prelesje, Šentrupert
Prelesje je naselje v Občini Šentrupert.